# Спутник (Мурманская область)
Спу́тник — посёлок в Печенгском районе Мурманской области. Входит в городское поселение Печенга.
Представляет собой военный городок на базе частей морской пехоты. Находится в 7 км от посёлка Печенга. Добраться из Мурманска можно на автобусе Мурманск—Никель.

## География
Включён в перечень населённых пунктов Мурманской области, подверженных угрозе лесных пожаров.

## Население
| 2002 | 2010  | 2021  |
| ---- | ----- | ----- |
| 2246 | ↘2061 | ↘1597 |

Численность населения, проживающего на территории населённого пункта, по данным Всероссийской переписи населения 2010 года составляет 2061 человек, из них 1432 мужчины (69,5 %) и 629 женщин (30,5 %).

## Люди, связанные с посёлком
В посёлке Спутник провёл детство российский рок-музыкант, народный артист России Владимир Кузьмин.